# Gösta Kruse

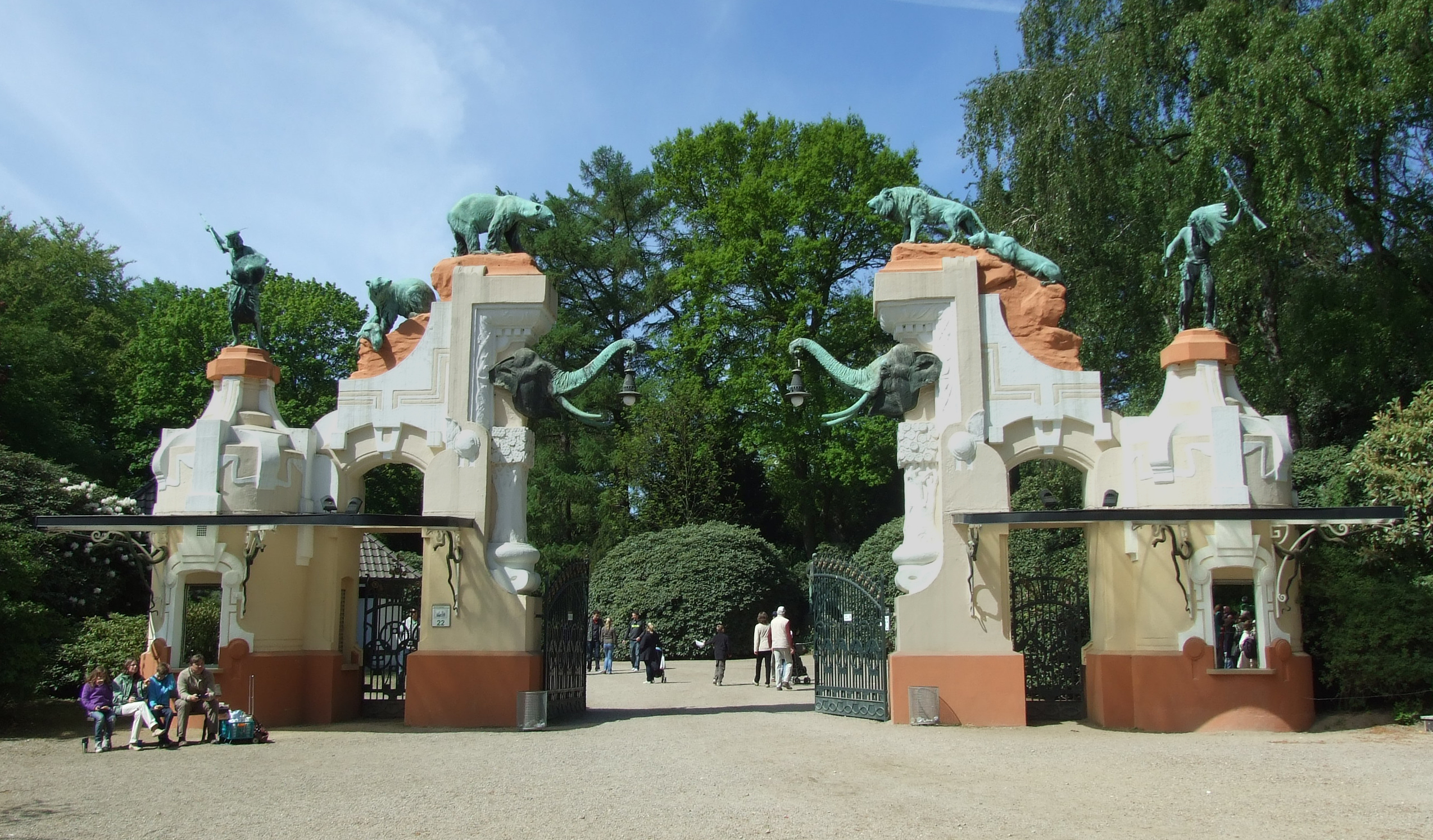
Den klassiska elefantporten till Hagenbecks djurpark i Stellingen

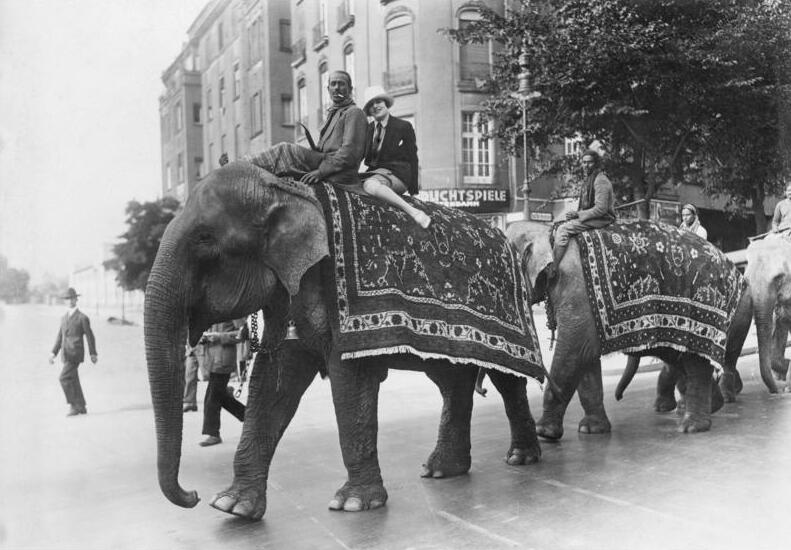
1926: Circus Hagenbecks elefanter med mahouter från Sri Lanka anländer i Berlin

Gösta Kruse, född 15 augusti 1927 i Linköping, död 22 juni 1973 i Frankrike, var en svensk elefanttränare och cirkusartist vid svenska Zoo Circus, 1951–1964 elefanttränare på Bertram Mills Circus i England, och 1964–1973 tränare och ansvarig för elefanterna på en av Frankrikes största cirkusar, Circus Pinder.

## Biografi

### Sverige
Göstas Kruses farmor var Hedvig Andersson (1871–1944) från Göteborg, vilken blev lärling hos cirkusdirektören John Madigan 1886, där hon tillsammans med Madigans styvdotter Elvira Madigan utbildades till lindanserska, trapetskonstnär och kautschukartist. Efter Elvira Madigans död 1889, började hästdressören Henning Orlando (1875–1945) arbeta på John Madigans cirkus, och Henning och Hedvig gifte sig i december 1892 under turne i Borås, varpå de fick barnen Othelia "Thea"" Mandarinea och Ernst Orlando. Senare skilde de sig, och Hedvig gifte sig med Gösta Kruses farfar Karl Kruse, chefselektriker vid tyska cirkusen Corty Althoff, och de bosatte sig i Dresden, där Gösta Kruses far Theodor Kruse föddes 1901. 
I Sverige hade Hedvigs exman Henning Orlando 1935 köpt Mariedalsgården i stadsdelen Fosie i södra utkanten av Malmö, och familjen Kruse flyttade då till Sverige för att arbeta på Orlandos cirkus, och Karl Kruse blev hästtränare. Där fick även Theodor Kruse utbildning i hästdressyr och blev senare Cirkus Orlandos stallmästare. 
Henning Orlando sålde 1942 alla sina hästar, sin utrustning och Mariedalsgården till Trolle Rhodin, och Theodor Kruse blev då stallmästare på Rhodins cirkus Rhodins Zoo Circus i Malmö, där sonen Gösta Kruse föddes 15 augusti 1927, när cirkusen turnerade Linköping,  och som son till cirkusens stallmästare utbildades han i det mesta som tillhör cirkuslivet.
Under andra världskriget bombades Hamburg 1943 med brandbomber av fosfor, och Hagenbecks djurpark i Stellingen förstördes mer eller mindre efter ett 90 minuters bombregn, varvid de flesta djuren avled. Familjen Hagenbeck beslutade då att skicka elefanterna på Circus Hagenbeck till Malmö som ansågs vara säkert med anledning av sin neutralitet. Elefanternas chefstränare Hugo Schmitt anlände 1944 till Trolle Rhodins cirkus i Malmö, med de bästa elefanterna Icky, Karnaudi, Minjak (född på cirkusen), Mutu och Sabu, och under turnér de närmsta åren i Sverige med Trolle Rhodins Zoo Cirkus utbildades Gösta Kruse som elefantdressör.
Under tiden hade Hagenbecks kontaktat John Ringling North, den dåvarande ägaren av Ringling Bros. and Barnum & Bailey Circus i USA om att överta elefanterna, och John Ringling kom personligen till Malmö för att se gruppen med elefanter, varpå han köpte dem med villkoret att Hugo Schmitt följde med som tränare, ifall hans visum till USA beviljades. Överresan med fartyg till Amerika organiserades, och Schmitt och elefanterna lämnade Malmö och anlände till världens största cirkus den 20 juni 1947.
1945 köpte Trolle Rhodin de två asiatiska elefanthonorna Birka och Safari, för vilka Gösta Kruse fick ansvaret att träna och från 1946 visa upp under turne danska Cirkus Belli, 1947, holländska Circus Carré 1947 och 1948, norska Cirkus Berny, 1948 och i Finland med Zoo Cirkus Rhodin, 1949 och 1950.   Efter att Kruse lämnat Zoo Circus 1951, sålde Trolle Rhodin de båda elefanterna Birka och Safari 1956 till Dresden Zoo.

### England och Italien
Djurtränaren John Gindl på Bertram Mills circus  hade tränat de sex unga elefanterna Manjoulah, Lechmey, Patho (Pulley), Kathol, Hungoly och Jennie, som anlände den 18 december 1934 från Hagenbecks djurpark. Bertram Wagstaff Mills (1873-1938) avled några år efter att dessa elefanter levererats, och cirkusen övertogs då av hans båda söner Bernard och Cyril Mills. 
Gösta Kruse lämnade Zoo Circus i Malmö 1951 för att ta över elefanterna på Bertram Mills circus efter John Gindl i England, som på grund av hälsoskäl, begränsade sig till att framföra hästarna. 1955 gifte sig Gösta Kruse med konstrytterskan Joan Fowles, och samma år visade han bara de tre elefanterna Manjouah, Pulley och Jenny, sedan Lechmey, Hungoly och Kathol hade sålts till Boswell's circus i Sydafrika. Efter en ny import av fyra äldre elefanter Hakina, Kamalachi Laxmi och Susila, såldes även Manjoulah, Pulley och Jenny 1957 till Darix Togni Circus i Italien. 1961 importerades två elefanter från Thailand, den ena döpte Kruse till Safari efter en av Trolle Rhodins elefanter han tränat i Malmö, och den andra till Tamu. 
Året därpå 1962, skrev Gösta Kruse sin bok "Trunk Call" där han berättar om sina äventyr med elefanter.
1964 hade Circus Bertram Mills sin sista tältföreställning, varpå de sålde sina hästar, ponnies, tigrar och de två små elefanterna Safari och Tamu från Thailand, till Circo Francisco Atayde Garcia i Mexico, där elefanten Tamu 1991 blev mor till Bireki på cirkusen, men avled 2014 vid 60 års ålder, medan Safari avled 2019 vid 59 års ålder, båda i Toluca Zoo (Zoologico de Zacango) i Mexico, där Bireki fortfarande levde 2020. De fyra äldre av Circus Bertram Mills elefanter, Hakina, Kamalachi Laxmi och Susila, såldes 1964 till Circo Cesare Togni i Italien, och med elefanterna följde Gösta Kruse och hans familj under en säsong. 

### Frankrike
Efter 1965 lämnade Gösta Kruse cirkusen i I Italien och blev ansvarig för elefanterna på Circus Pinder i Frankrike, ägd av Charles Spiessert, och med vinterkvarter i Chanceaux-sur-Choisille. En av elefanterna döpte Kruse till Axel, efter Axel Gautier på Circus Hagenbeck, de andra till Karin, Fifi (senare till Royan Zoo), Diamond och Sabu (döpt efter Hagenbecks elefant Sabu).
1971 avled Charles Spiessert, och cirkusen såldes till den franske skådespelaren Jean Richard, känd från filmatiseringar av Kommissarie Maigret, varpå cirkusen bytte namn till Cirque Pinder-Jean Richard.
Gösta Kruse arbetade på Jean Richards cirkus fram till sin död i en hjärtattack under turne i Nérac, Lot-et-Garonne i sydvästra Frankrike, den 22 juni 1973, vid 45 års ålder, och elefanterna togs över av Jean Vaisse.
I sin hemstad Chanceaux-sur-Choisille hedrades Gösta Kruse 1978 med en gata som namngavs Rue Gosta Kruse,  och han har av cirkushistorikern Alf Danielsson beskrivits som en av världens bästa elefanttränare. 
Parets dotter Yvonne Kludsky gifte sig med Jiri Kludsky, från den gamla österrikiska cirkusfamiljen Kludsky. 

### Film
- The Elephants of trainer Gosta Kruse at the Cirque Pinder på YouTube, från 1969. Filmed by Bob and Olga Schelfhout as part of the DVD film. "Bob Schelfhout - Cirque Pinder 1969.